# ليسالا
ليسالا (بالفرنسية: Lisala)‏ هي مدينة، في جمهورية الكونغو الديمقراطية، تقع في Mongala ‏ ، وهي عاصمتها، بلغ عدد سكانها 79,235 نسمة وذلك حسب إحصائيات سنة 2010.

## أعلام
- موبوتو سيسي سيكو